# 申叔舟
申 叔舟（シン・スクチュ、しん しゅくしゅう、永楽15年6月20日（1417年8月2日） - 成化11年6月21日（1475年7月23日））は、李氏朝鮮初期の政治家。字は泛翁。号は希賢堂あるいは保閑斎。諡号は文忠。本貫は高霊申氏。父は申檣。孫は申用漑。

## 経歴
1439年（世宗21年）に文科に合格して官吏となり、学問研究所兼政策諮問機関である集賢殿に登用される。日本語、中国語など他の国の言語も上手かったために外交官としても活躍し、1443年（世宗25年）には通信使の書状官として日本に赴いた。また、鄭麟趾（チョン・インジ、てい りんし）らと共にハングルの創製や『東国正韻』の編纂にも参加し、義理の祖父の尹会（ユン・フェ、いん かい）と共に、世宗の重用を受けた。
世宗の没後の1453年（端宗4年）、首陽大君李瑈（後の世祖）による権力奪取（癸酉靖難）に協力、都承旨（王の秘書室長）になる。世祖が即位すると大提学になった。1462年（世祖8年）には朝鮮王朝の最高官職である領議政となった。世祖は彼を、唐の太宗に仕えた名臣の魏徴になぞらえたという。
年若い睿宗が即位すると院相として承政院に入り、南怡の謀叛事件で政敵を排除。つづけて成宗に仕えた。成宗の命を受け、かつて室町幕府の足利義教将軍の没後に、日本を訪問した経験を基に『海東諸国紀』を著し、1471年（成宗2年）に刊行している。
- 1439年　典農寺直長（チョンノンシ　チクチャン　従七品相当）に就く。
- 1443年5月、通信使（トンシンサ）の書状官（ソジャングァン）として日本へ渡る。
- 1447年9月29日現在、集賢殿校理（チッヒョンジョン　キョリ　正五品相当）から集賢殿応教（ウンギョ　従四品相当）に転任している。
- 1449年12月24日現在、世孫講書院右翊善（セゾン　カンソウォン　ウイクソン　従四品相当）を兼帯。
- 1450年6月6日現在、司憲府掌令（サホンブ　ジャンリョン　正四品相当）に転任している。
  - 11月1日、司憲府執義（サホンブ　チビ　従三品相当）に転任。
- 1452年8月10日現在、集賢殿直提学（チッヒョンジョン　チクテハク　従三品相当）の任にある。
  - 10月7日現在、謝恩使（サウンサ）の書状官となり、明国に渡る。
- 1453年3月4日、承政院同副承旨（スンジョンウォン　トンブスンジ　正三品堂上相当）に転任。
  - 6月8日、承政院右副承旨（スンジョンウォン　ウブスンジ　正三品堂上相当）に転任。
  - 10月11日、承政院右承旨（スンジョンウォン　ウスンジ　正三品堂上相当）に転任。
  - 10月27日現在、承政院左承旨（スンジョンウォン　チャスンジ　正三品堂上相当）に転任している。
  - 11月8日、癸酉靖難（ケユジョンナン）のクーデターに関与し、靖難功臣（ジョンナンゴンシン）二等に遇せられる。
- 1454年2月6日、承政院都承旨（スンジョンウォン　トスンジ　正三品堂上相当）に転任。
  - 3月30日現在、春秋館編修官（チュンチュグァン　ビョンスグァン　正三品堂下から四品相当）を兼帯している。
- 1455年1月24日現在、通政大夫（トンジョンテブ　正三品堂上相当）に叙し、承政院都承旨、経筵庁参賛官（キョンヨンチャン　チャムチャングァン　正三品堂上相当）、尚瑞少尹（サンソソユン）、春秋館修撰官（チュンチュグァン　スチャングァン　正三品堂上相当）、兼判奉常寺事（キョムパンポンサンシサ）、知吏曹内直司（チイジョネジクサ）などに任官している。
  - 9月20日、功により佐翼功臣（チャイクゴンシン）一等に遇せられる。
  - 10月24日、芸文館大提学（イェムングァン　テジョハク　正二品相当）に転任。
- 1456年2月4日、兵曹判書（ピョンジョパンソ　正二品相当）に異動。
  - 6月8日現在、義禁府提調（ウィグブ　チェジョ　従一品相当）を兼帯している。
  - 7月5日、兵曹判書に異動し、宝文閣大提学（ホムンガク　テジェハク　正二品相当）を兼帯。それまでは吏曹判書（イジョパンソ　正二品相当）を本官とし、集賢殿大提学（チップヒョンジョン　テジョハク　正二品相当）、知経筵春秋館事（チギョンヨン　チュンチュグァンサ　正二品相当）などを兼帯。
  - 9月8日、判中枢院事（ハンジュンジュウウォンサ　従一品相当）に転任。
  - 10月10日現在、兼判兵曹（キョムパンピョンジョ）を兼帯。
  - 10月18日、右賛成（ウチャンソン　従一品相当）に転任。
- 1457年1月8日、監春秋館事（カムチュンチュグァンサ　正一品相当）を兼帯。
  - 7月5日、左賛成（チャチャンソン　従一品相当）に転任。
- 1458年12月7日、右議政（ウイジョン　正一品相当）に転任。
- 1459年11月6日、左議政（チャイジョン　正一品相当）に転任。
- 1462年5月20日、領議政（ヨンイジョン　正一品相当）に転任。因みに、左議政には、権擥（クォンラム）。右議政には韓明澮（ハンミョンフェ）といった癸酉靖難（ケユジョンナン）のクーデターに関わった功臣で議政府閣僚は占められた。
- 1464年5月25日現在、承文院都提調（スンムンウォン　トチェジョ　正一品相当）を兼帯している。
- 1467年9月6日、兼礼曹判書（キョムイエジョパンソ）となる。
- 1468年10月30日、功により翊戴功臣（イクデゴンシン）一等に遇せられる。
- 1469年12月29日、経筵領事（キョンヨンヨンサ　正一品相当）を兼帯。
- 1471年3月27日、功により佐理功臣（チャリゴンシン）一等に遇せられる。
  - 5月29日現在、領春秋事（ヨンチュンチュサ　正一品相当）に任官している。
- 1475年　死去。享年63（数え年）。

※参考＝朝鮮王朝実録

## 逸話
現在の韓国ではハングルを定義した「訓民正音」は世宗一人の著作物、との認識が有力であるが、同書の“後序”で鄭麟趾が名前を挙げている集賢殿の学士たち集団（申叔舟もその中に含まれている）の作業であるとの見方もある。「訓民正音」と対になっている「東国正韻」の序は申叔舟が書いており、作業の中心的人物であったことが窺える。
また1471年完成の「海東諸国紀」-日本国俗の説明のなかで「男女となく皆その国字を習う。国字はかたかなと号す」と説明している点が注目される。
彼は世祖のときに始まり成宗の代で完成した「経国大典」の編纂にもかかわっていた。彼は晩年に成宗に遺言を問われ「願わくば日本と失和してはなりません」と答えた。
癸酉靖難は、端的には世宗の孫である端宗の王位を叔父の首陽大君（世祖）が簒奪したとされる事件である。世宗に重用された集賢殿の学士たちの中には端宗の復権を図って処刑されたものもあり、忠節がたたえられている。一方、彼らの同僚であった申叔舟は首陽大君（世祖）を支持して重用され、のちに領議政にまで登りつめた。申叔舟は変節漢と非難を浴びている。傷みやすい緑豆モヤシは、申叔舟にちなんで「スクチュナムル」と呼ばれている。
また、廃妃尹氏（第10代国王燕山君の生母）は従姪にあたる（彼女の母の申氏が自身の従妹）。

## 肖像画
2024年7月3日、韓国の国家遺産庁は申叔舟の肖像画を国宝に指定する方針を発表した。韓国に現存する公式肖像画としては最古のものとみられている。

## 申叔舟が登場するフィクション作品
- 大王世宗
- 王と妃
- 王女の男
- 王と私
- 韓明澮 〜朝鮮王朝を導いた天才策士〜
- インス大妃
- 死六臣